# ایزد ماه
ماه نام یکی از ایزدان آئین مزدیسنا است. در اوستا این نام به صورت ماونگهه و در پهلوی و فارسی ماه گفته می‌شود. یشتی از کتاب یشت‌ها به نام ماه یشت است که در آن ماه مقدس، حامل نژاد ستوران و سرور راستی ستوده شده‌است. روز دوازدهم هر ماه شمسی ماه روز نامیده می‌شده که نگهبانی آن روز با ایزد ماه است.
بنابر اعتقاد ایرانیان قدیم ماه مانند خورشید مراقبت از اختران را برعهده دارد. از یکم تا پانزدهم اندرماه از دهم تا پانزدهم پرماه و از بیستم تا بیست و پنجم ویس‌پتس یا ویس‌تپس خوانده‌می‌شد. هر یک از این سه زمان را پنجهٔ ویه می‌خواندند. (خرده اوستا) در بندهش آمده‌است که در آن مدت با چشم می‌توان دید که آب افزونتر می‌شود و بالش درختان بیشتر و رسیدن محصولات چشم گیرتر است. از همین رو است که ماه را وخش بختار یعنی جان بخش و ابرمند می‌خواندند و افزایش رمهٔ گوسفندان و سرسبزی روییدنی‌ها و آبادانی را از ماه می‌دانستند.

## اوستا

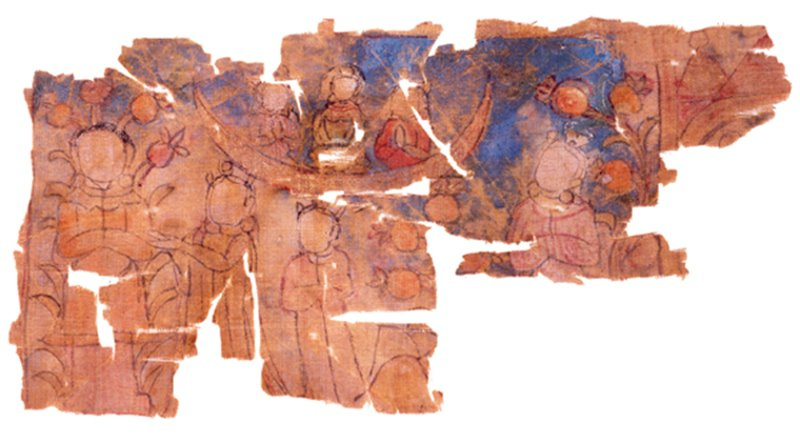
نقاشی ایزد ماه و زمین در آیین مانی

اگرچه دو سرود اوستا به ماه اختصاص دارد، ولی او یک ایزد برجسته نیست.  
در هر دو «نیایش» سوم و «یَشت» هفتم، ماه بیشتر به عنوان ماه فیزیکی ذکر شده است. در این سرودها، مراحل ماه به طور مفصل توصیف شده است. اهورامزدا علت افزایش و کاهش ماه توصیف شده و امشاسپندان نور ماه را به طور یکنواخت بر روی زمین می‌پراکنند. گفته می‌شود که فروهرها مسئول نگهداری ماه و ستارگان در مسیر معین خود هستند. خورشید، ماه و ستارگان دور قله هره برزیتی یا البرز می‌چرخند.
با این حال، ماه همچنین "بخشنده، درخشان، باشکوه، دارای آب، دارای حرارت، دارای دانش، ثروت، دارایی، بصیرت، شادی، سرسبزی، خوبی و شفابخش" توصیف می‌شود. "در بهار، ماه باعث رشد گیاهان از زمین می‌شود".
ماه به طور مکرر از «cithra» او سخن گفته شده است گاو نخستین است. این اشاره‌ای است به یک درام کیهانی که تنها در متون سنت زرتشتی به درستی ثبت شده است.

## در سنت

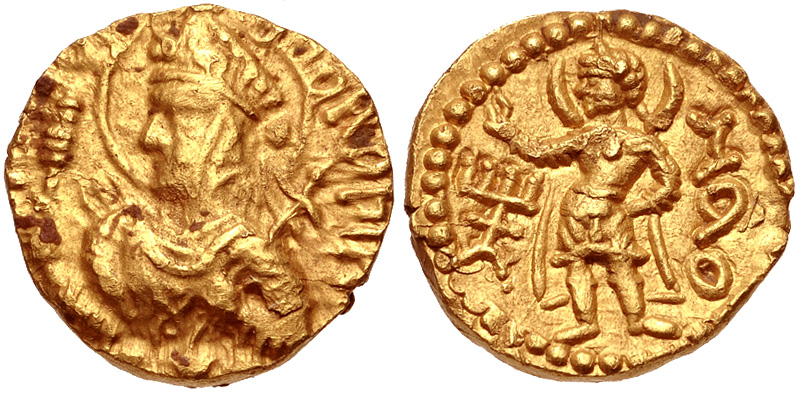
سکه‌های حاکم کوشان هویشکا، با ایزد ماه ماه (مائو) در پشت سکه، قرن دوم میلادی. هلال ماه پشت شانه‌ها ظاهر می‌شود.

هرودوت می‌گوید که ماه ایزد نگهبان ایرانیان مهاجری بود که در آناتولی زندگی می‌کردند. 
ایزد ماه همراه با میترا در سکه‌های امپراتوری کوشان نمایش داده شده است.
در تقویم زرتشتی، روز دوازدهم هر ماه به ماه اختصاص دارد و تحت حمایت او قرار دارد.
ماه نقش مهمی در کیهان‌شناسی زرتشتی ایفا می‌کند، به‌ویژه در متن بندهش، که در قرن دوازدهم میلادی به پایان رسید، به طور مفصل به آن پرداخته شده است. داستان از این قرار است: اهریمن،  جهی دیو بدکاره را به کشت  گاوِ ایوداد  نخستین گاو آفریده شده تحریک می‌کند. 
جهی طبق دستور عمل می کند اما وقتی گاو در حال مرگ است تخمه او  نجات پیدا می‌کند و برای نگهداری او به ایزد ماه سپرده می‌شود. از طریق تخمه او همه چیز آفریده میشود.

ایزد ماه همکار   وهومن امشاسپند  ایزد رفاه جانوران، به‌ویژه دام‌ها است. ارتباط ماه با وهومن، اندیشه نیک، در متون دیگر نیز دیده می‌شود، جایی که ماه با هماهنگی درونی و آرامش درونی ارتباط دارد.